# مينيرفا بلوم
مينيرفا بلوم (بالإنجليزية: Minerva Bloom)‏ (1959 في المكسيك - 20 فبراير 2018)؛ كاتِبة وشاعرة مكسيكية.